# Yara Kastelijn
 Yara Kastelijn née le 9 août 1997 à Deurne, est une coureuse cycliste professionnelle néerlandaise membre de l'équipe professionnelle de cyclo-cross Creafin-Fristads.

## Biographie
Yara Kastelijn habite à Neerkant et commence le cyclisme à l'âge de huit ans. Elle court pour le RTC Buitenlust in Helmond. Elle pratique le cyclo-cross en hiver. En 2015, elle court pour l'équipe Guerciotti Selle Italia dans cette discipline.
En 2016, elle devient professionnelle dans l'équipe équipe Rabo Liv Women le 1er mars.
Dans l'ombre d'Annemarie Worst et d'Alice Maria Arzuffi au sein de l'équipe professionnelle de cyclo-cross 777, elle rejoint au 1er septembre 2020 Creafin-Fristads pour y jouer sa propre carte.
Le 26 juillet 2023, lors de la 4e étape du Tour de France, elle est l'unique rescapée d'une échappée de 14 coureuses qui a longtemps compté plus de sept minutes d’avance. Elle résiste au retour du groupe des favorites et remporte sa première victoire chez les professionnelles à Rodez.

## Palmarès sur route

### Par années
- 2015
  -  Championne des Pays-Bas du contre-la-montre juniors
  - 3e du championnat d'Europe du contre-la-montre juniors
  - 8e du championnat du monde sur route juniors
- 2018
  - 7e du championnat d'Europe sur route espoirs
- 2020
  - 2e du Trophée des Grimpeuses
- 2021
  - 10e du Tour de Norvège
- 2022
  - 3e du Grisette Grand Prix de Wallonie
  - 7e du Tour de Romandie
  - 9e de la Flèche wallonne
- 2023
  - 4e étape du Tour de France
  - 10e de la Flèche wallonne
  - 10e du Tour de Scandinavie
  - 10e du Simac Ladies Tour
- 2024
  - 8e de La Vuelta Femenina
  - 9e de l'Amstel Gold Race
- 2025
  - 3e du Tour de Burgos
  - 3e du Tour de Romandie
  - 6e des Strade Bianche
  - 7e du Tour de Suisse
  - 8e du Tour d'Espagne
  - 10e de Liège-Bastogne-Liège

### Résultats sur les grands tours

#### Tour d'Italie
1 participation :
- 2025 : 12e

#### Tour de France
4 participations :
- 2022 : 13e
- 2023 : 26e, vainqueure de la 4e étape
- 2024 : 56e
- 2025 : 17e

#### Tour d'Espagne
2 participations :
- 2024 : 8e
- 2025 : 8e

### Classements mondiaux
| Année                                 | 2017 | 2018 | 2019 | 2020 | 2021 | 2022 | 2023 | 2024 |
| ------------------------------------- | ---- | ---- | ---- | ---- | ---- | ---- | ---- | ---- |
| Classement UCI                        | 517e | 314e | 630e | 142e | 187e | 58e  | 67e  | 90e  |
| UCI World Tour                        | nc   | 192e | nc   | nc   | 92e  | 47e  | 49e  | 55e  |
|                                       |      |      |      |      |      |      |      |      |
| Légende : nc = non classéSource : UCI |      |      |      |      |      |      |      |      |

## Palmarès en cyclo-cross
- 2015-2016
  - 6e du championnat d'Europe de cyclo-cross espoirs
- 2017-2018
  - 5e du championnat d'Europe de cyclo-cross espoirs
- 2018-2019
  - Toi Toi Cup #7, Mladá Boleslav
  - Pfaffnau GP Luzern, Pfaffnau
  - 6e du championnat d'Europe de cyclo-cross espoirs
- 2019-2020
  -  Championne d'Europe de cyclo-cross
  - Superprestige #3, Gavere
  - Trophée des AP Assurances #1, Oudenaarde
  - Ambiancecross, Wachtebeke
  - 2e du Superprestige
  - 3e du Trophée des AP Assurances
  - 5e du championnat du monde de cyclo-cross
- 2020-2021
  - 5e du championnat du monde de cyclo-cross
  - 8e du championnat d'Europe de cyclo-cross
- 2021-2022
  - Ethias Cross be-Mine Cross, Beringen
  -  Médaillée de bronze du championnat d'Europe de cyclo-cross
  - 5e du championnat du monde de cyclo-cross